# قائمة القوانين والتقارير المتعلقة بمعاملة المثليين في جمهورية أيرلندا
هذه قائمة بالقوانين، وقضايا المحاكم والتقارير المتعلقة بحقوق المثليين في جمهورية أيرلندا.

## قانون معاقبة خطيئة السدومية 1533
كان هذا عملاً من قِبل البرلمان الأيرلندي الذي قام بنسخ قانون السدومية 1533 كما أقره البرلمان الإنجليزي. جعل القانون عقوبة الإعدام كالعقوبة عند الإدانة. لم يعرّف القانون معنى كلمة الجنس من الدبر، لكن كان من المفهوم على نطاق واسع أنها تعني النشاط الجنسي المثلي بين الرجال وكذلك النشاط الجنسي مع الحيوانات.

## قانون الجرائم المرتكبة ضد الشخص (أيرلندا) 1829
أعاد هذا القانون التأكيد على أن الجنس من الدبر يعاقب عليه بالإعدام.

## قانون الجرائم ضد الشخص 1861
تم تحديث هذا القانون وتبسيط القانون الجنائي لبريطانيا العظمى وأيرلندا. وحظرت العديد من أشكال الممارسات الجنسية بما في ذلك "الإيلاج الجنسي بين الرجال. كانت العقوبة السجن المؤبد أو السجن لمدة لا تقل عن 10 سنوات. تم إلغاء عقوبة الإعدام بالنسبة لمثل هذه الأنشطة، التي كانت العقوبة حتى ذلك الوقت.

## قانون تعديل القانون الجنائي 1885
المعروف باسم تعديل لابوشير. يحظر هذا القانون ما يسمى «أفعال الفحش الجسيم» بين الرجال في القطاعين العام والخاص. كان التعريف غامضاً وشمل أفعالًا حميمة تشمل ممارسة الجنس عن طريق الإيلاج بين رجلين. كان الجنس بين الرجال غير قانوني بموجب القانون السابق، لكن المحاكم فسرته بطرق مختلفة. عادةً ما تطلب المحاكم حدوث تغلغل حتى يحدث «الجنس من الدبر». جعل هذا القانون الجديد من الأسهل بكثير معاقبة الأفعال الحميمة للرجال معا. وكانت العقوبة السجن لمدة أقصاها عامين. الشخص الأكثر شهرة الذي أدين بموجب هذا القانون كان أوسكار وايلد.

## قانون التشرد 1898
هذا يحظر التماس أو أخذ الفرص لأغراض غير أخلاقية. كان المقصود أصلاً كتدبير ضد الدعارة بين الرجال والنساء، ومع ذلك، في الممارسة العملية، كانت هذه التدابير تُطبَّق بشكل شبه كامل على النشاط الجنسي بين الرجال.

## قانون (تعديل) القانون الجنائي 1912
سمح ذلك باستخدام الجلد كعقوبة على الجرائم القائمة فيما يتعلق بالجرائم الجنسية.

## مشروع قانون القانون الجنائي 1921
اقترح مشروع القانون تمديد الحكم الذي يجرم الفحش الجسيم بين الذكور إلى الفحش الجسيم بين الإناث. تم إسقاط هذا المشروع بسبب أولئك الذين شعروا أنه حتى تجريم النشاط الجنسي بين الإناث من شأنه أن يلفت الانتباه إلى هذه الأفعال وينشرها. ونتيجة لذلك، بقي النشاط الجنسي بين الإناث قانونيا، على عكس النشاط الجنسي من الرجال.

## نوريس ضد النائب العام (1980) (المحكمة العليا)
قام ديفيد نوريس، الذي أصبح فيما بعد سيناتورا في مجلس الشيوخ عن كلية الثالوث في دبلن ومرشحا رئاسيا، برفع النائب العام إلى المحكمة العالية بسبب تجريم النشاط الجنسي بين الرجال. وقال إن القانون ينتهك حقه في الخصوصية في ممارسة الجنس بالتراضي مع رجل وأنه منذ بدء دستور أيرلندا، أصبح القانون الصادر بموجب الحكم البريطاني بغيضًا للدستور. حكمت المحكمة العليا ضد نوريس. واستأنف قضيته أمام المحكمة العليا.

## نوريس ضد النائب العام (1983) (المحكمة العليا)
بعد أن خسر قضيته أمام المحكمة العالية، استأنف نوريس قضيته أمام المحكمة العليا. أيدت المحكمة العليا دستورية القانون بحكم 3 قضاة مقابل قاضين اثنين (3-2).

## قانون الصحة (تنظيم الأسرة) (تعديل) 1985
أجاز هذا القانون تصنيع وبيع واستيراد الواقي الذكري في أيرلندا. قبل هذا كان الواقي الذكري محظورا بموجب القانون. تم تغيير القانون للسماح بالواقيات الذكرية من أجل المساعدة في حماية صحة وحياة الرجال المثليين خلال أزمة الإيدز.

## نوريس ضد أيرلندا (1988) (المحكمة الأوروبية لحقوق الإنسان)
بعد أن خسر قضية المحكمة العليا، رفع نوريس قضيته إلى المحكمة الأوروبية لحقوق الإنسان. ألغت المحكمة الأوروبية القانون الذي يجرم النساط الجنسي بين الرجال على أساس الخصوصية. وقالت إن هذا ينتهك حق البالغين في الانخراط في أعمال يختارونها. وتم اعتبار القانون الأيرلندي ضيقًا جدًا ومتطرفًا.

## اللوائح المتعلقة بالتوجه الجنسي في الخدمة المدنية الأيرلندية (1988)
أثرت هذه اللوائح على شروط وأحكام توظيف الموظفين المدنيين. تحظر هذه اللوائح التمييز على أساس التوجه الجنسي أو إذا كان الشخص مصابًا بفيروس نقص المناعة البشرية.

## قانون حظر التحريض على الكراهية 1989
يحظر التحريض على الكراهية لأسباب مختلفة بما في ذلك التوجه الجنسي للشخص. كان هذا أول تشريع يوفر بعض الحماية للأشخاص المثليين والمثليات.

## قانون تسجيلات الفيديو 1989
ينظم هذا القانون بيع وتسجيل تسجيلات الفيديو. فهو يسمح للرقابة بقمع مقاطع الفيديو التي من المحتمل أن تثير الكراهية ضد شخص أو مجموعة من الأشخاص بسبب توجههم الجنسي وكذلك لأسباب أخرى.

## قانون رعاية الطفل 1991
ينظم هذا القانون خدمة الرعاية المؤقتة. يسمح هذا القانون للشركاء المثليين بتقديم طلب مشترك للرعاية. ربما لم يكن القصد من ذلك في ذلك الوقت السماح للشركاء المثليين برعاية الأطفال، ومع ذلك، فقد أصبح من الممارسات منذ ذلك الحين السماح للشركاء المثليين بالحضانة المؤقتة للطفل.

## قانون التبني 1991
وحتى هذا القانون، لا يمكن منح التبني إلا للزوجين اللذين يعيشان معًا، أو الوالدين البيولوجيان للطفل، أو أحد أقارب الطفل أو أرملة أو أرمل. سمح هذا القانون لأي شخص ليس له علاقة بالتبني بشرط أن يكون مجلس التبني مقتنعًا بأن هذا في مصلحة الطفل. هذا يعني أن الشخص العازب بغض النظر عن توجهه الجنسي يمكنه تبني طفل. من المفترض أن يحدث هذا في ظروف استثنائية. لم يُسمح للشركاء المثليين وللشركاء المغايرين المتساكنين بالتقدم بطلب للتبني. تم تغيير هذا منذ ذلك الحين بموجب قانون الأطفال والعلاقات الأسرية 2015.

## قانون القانون الجنائي (الجرائم الجنسية) 1993
وبذلك تم إلغاء تجريم النشاط الجنسي المثلي بين الرجال. ألغى هذا القانون أقسام قانون الجرائم المرتكبة ضد الأشخاص 1861 بشأن الجنس من الدبر للأشخاص الذين تزيد أعمارهم عن 17 عامًا، وبذلك حدد سنًا متساويًا للموافقة على النشاط الجنسي المثلي أو النشاط الجنسي المغاير. كما ألغى بالكامل قانون تعديل القانون الجنائي 1885، وبذلك ألغى «أفعال الفحش الجسيم بين الذكور» في القانون.

## قانون (تعديل) الإقالة غير العادلة 1993
يحظر القانون طرد الموظف لعدد من الأسباب بما في ذلك التوجه الجنسي.

## قانون (توحيد) الرعاية الاجتماعية لعام 1993
يوفر هذا القانون الأساس القانوني لمدفوعات الرعاية الاجتماعية ويوحد جميع الأفعال السابقة المتعلقة بالرعاية الاجتماعية في فعل واحد. سمح هذا القانون لبعض مدفوعات الرعاية الاجتماعية التي تعطى للزوجين المعاكسين الجنس الآخر. لم يتم التعرف على الأزواج من نفس الجنس وبالتالي لم يتمكنوا من التقدم للحصول على أي مدفوعات الرعاية الاجتماعية كزوجين.

## قانون التأمين الصحي 1994
يحظر هذا القانون على شركات التأمين الصحي تغيير أقساطها على أساس التوجه الجنسي للشخص.

## قانون العنف المنزلي 1996
يسمح للشريك في علاقة مساكنة مثلية بالتقدم بطلب للحصول على أمر أمان أو أمر حماية مؤقت، لكنه لا يسمح بأمر منع دائم كما كان في ذلك الوقت متاحا للأزواج وللشركاء المغايرين. منذ ذلك الحين تم تغيير. انظر قانون القانون المدني (أحكام متنوعة) 2011 أدناه. انظر أيضًا مشروع العنف الأسري 2017.

## قانون صلاحيات المحامي 1996
وسّع القانون حق الشخص في منح وكالة قانونية خارج نطاق أسرته أو أقرب أقربائه. يمكن لأي شخص منح توكيل لشخص آخر، أي شريكه حيث يصبح هذا الشخص غير قادر على اتخاذ القرارات لأنفسهم بسبب العجز العقلي. تم تعديل هذا القانون منذ ذلك الحين بموجب قانون (القدرة) لصنع القرار المساعد 2015.

## قانون اللاجئين 1996
يسمح القانون بمنح وضع اللاجئ للفرد على أساس الخوف من الاضطهاد الناشئ عن توجهه الجنسي.

## قانون حرية المعلومات 1997
يسمح هذا القانون للجمهور العام بالوصول إلى المعلومات والسجلات التي تحتفظ بها عن طريق الخدمة المدنية والوكالات الحكومية والشركات الخاصة. يسمح القانون بالحفاظ على المعلومات المتعلقة بالتوجه الجنسي لشخص ما ومشاركتها.

## معاهدة أمستردام 1997
تم إدراج التوجه الجنسي بين الأسباب لحظر التمييز في العمل. من أجل التصديق على معاهدة أمستردام، كان يجب إجراء استفتاء لتعديل الدستور الأيرلندي. عدل التعديل الثامن عشر للدستور الأيرلندي في عام 1998 الدستور من أجل السماح للدولة بالتصديق على معاهدة أمستردام.

## الاتفاقية البريطانية الأيرلندية 1998
وفرت الاتفاقية البريطانية الأيرلندية الأساس القانوني لاتفاق الجمعة العظيمة، والذي تعهدت الحكومة البريطانية فيه بإنشاء لجنة لحقوق الإنسان في أيرلندا الشمالية. كما ألزمت جميع الهيئات العامة بالقيام بواجباتها مع إيلاء الاعتبار الواجب للحاجة إلى تعزيز تكافؤ الفرص على أساس تسعة أمور، بما في ذلك التوجه الجنسي. أعطت الحكومة الأيرلندية التزاما مماثلا. سمح التعديل التاسع عشر للدستور الأيرلندي في عام 1998 للدولة الأيرلندية بالمصادقة على الاتفاقية البريطانية الأيرلندية.

## قانون المساواة في العمل 1998
يحظر التمييز في العمل على عدد من الأسباب بما في ذلك التوجه الجنسي. غطى القانون جوانب مثل الأحكام والشروط في عقود العمل؛ الترقية وخفض الرتبة؛ المضايقة في العمل؛ التمييز غير المباشر في الأجور وظروف العمل؛ عضوية النقابات والهيئات المهنية؛ والمشاركة في الدورات التدريبية. تم وضع آليات لضمان تطبيق هذا القانون. يمكن لأي شخص أن يسعى إلى الوساطة أو التقاضي مع هيئة المساواة أو الذهاب إلى محكمة المساواة للحصول على حكم ملزم لا يمكن الطعن فيه إلا أمام المحاكم في نقطة قانونية. بموجب المادة 37 (1) من قانون 1998 الأصلي، تتمتع المؤسسات الدينية التي تقدم خدمات دينية أو تعليمية أو طبية بإعفاء واسع من هذا القانون. سمحت المادة 37 (1) غير المعدلة للمدارس والمستشفيات الدينية بالتصرف ضد موظف أو موظف محتمل من أجل الحفاظ على روحهم. نظرًا لأن 98% من المدارس الابتدائية و 52% من المدارس الثانوية هي مدارس دينية، فهذا يعني أنه حتى عام 2015 كان يمكن للمدرسة أن تميز قانونًا ضد موظف مثلي أو موظفة مثلية. تم تعديل المادة 37.1 لتضييق أسس التمييز القانوني. انظر قانون المساواة (أحكام متنوعة) 2015.

## قانون المساواة في الوضع 2000
يحظر التمييز على أسس كثيرة، بما في ذلك التوجه الجنسي، في تقديم الخدمات والسلع من قبل الشركات التجارية وكذلك من قبل مؤسسات الدولة مثل الخدمة المدنية ووكالات الدولة. وشمل مجموعة واسعة من الخدمات مثل المنتجات المالية - القروض العقارية والمدخرات والقروض؛ الوصول إلى المباني والنوادي والجمعيات - لا يُسمح للشخص بالمغادرة لأسباب تتعلق بالتوجه الجنسي من ملهى ليلي وما إلى ذلك؛ لايمكن للدولة من خلال الخدمة المدنية ووكالاتها المختلفة أن تميز في أمور مثل - منح القروض أو المنح للجامعة، وتقديم مساعدة فردية لمساعد اجتماعي آخر؛ فيما يتعلق بتأجير الممتلكات، لا يمكن لمالك العقار رفض تقديم الإقامة لرجل مثلي الجنس أو شريكين أو طردهم على هذا الأساس. كما كفل القانون سلطة المساواة لرصد وإنفاذ القانون المتعلق بالمساواة في توفير السلع والخدمات والعمالة على السواء. يمكن لأي شخص رفع قضية إلى محكمة المساواة في حالة حدوث تمييز.

## قانون المالية 2000
يسمح للشركاء المثليين والشركاء المغايرين المتساكنين تقديم طلب للحصول على إعفاء من ضريبة اقتناء رأس المال على ممتلكاتهم في ظروف محدودة.

## قانون (تعديل) التأمين الصحي 2001
وقد كرر ذلك حظر التمييز في توفير التأمين الصحي على أساس التوجه الجنسي بموجب قانون التأمين الصحي لعام 1994. وهذا ينطبق على الأفراد وليس الشركاء المثليين.

## تطبيق المساواة للمثليات والمثليين ومزدوجي التوجه الجنسي 2002
في تقرير واسع النطاق حول وضع المثليين والمثليات في أيرلندا، قدمت هيئة المساواة العديد من التوصيات للتغيير عبر العديد من المجالات. وكانت معظم توصياته غير ملزمة. ودعت جميع سياسات الإدارات الحكومية إلى إثبات المساواة على أساس التوجه الجنسي. ودعا إلى العديد من التغييرات اللازمة للمساعدة لاستفادة المثليين والمثليات على سبيل المثال لزيارات المستشفى لشركاءهم المثليين، وتوفير الخدمات حيث يكون المزود جاهلا ب أو غير مدرك لاحتياجات المثليين والمثليات. كما دعا إلى توسيع الزواج المدني ليشمل الأزواج المثليين. كما دعا إلى تطبيق قوانين الشراكة المدنية إذا كان زواج المثليين غير مسموح به.

## قانون أوامر القبض الأوروبية 2003
أعطى هذا القانون مفعولًا قانونيًا لقرار الاتحاد الأوروبي الإطاري بشأن إصدار أوامر القبض الأوروبية. تنطبق مذكرة التوقيف الأوروبية على الاتحاد الأوروبي بأكمله. ومع ذلك، يمكن لوزير العدل أن يرفض تسليم شخص ما إذا كان يعتقد أن مذكرة التوقيف الأوروبية قد صدرت من أجل معاقبة هذا الشخص بسبب توججه الجنسي وكذلك لأسباب تمييزية أخرى.

## قانون التسجيل المدني 2004
وضع القانون عائقًا حول قدرة رجلين أو امرأتين على الدخول في الزواج. عزز هذا من فهم القانون العام، في ذلك الوقت، أن الزواج يتم عقده بين رجل واحد وامرأة واحدة. يسمح هذا القانون بالزواج (بين رجل وامرأة) في أماكن أخرى غير الكنيسة ومكتب التسجيل. تمت إزالة هذا الحصر منذ ذلك الحين بموجب قانون الزواج 2015.

## قانون الرعاية الاجتماعية (أحكام متنوعة) 2004
يحظر هذا القانون التمييز غير العادل في توفير المعاشات المهنية على أساس التوجه الجنسي. وهذا يتعلق بالأفراد فقط. هذا لا يشترط على خطط المعاشات التقاعدية أن تدفع منحة وفاة إلى الشريك المثلي الباقي. وقد تم تعديل هذا جزئيا بتقنين الشراكة المدنية وتقنين زواج المثليين. يحق للأزواج المثليين المتزوجين والشركاء المدنيين، بموجب القانون، الحصول على منحة وفاة من برنامج معاش تقاعدي مهني، حيث يتقيد هذا المخطط بالأزواج المغايرين. لا يتمتع الزوجان المثليان المتعاقدان بهذه الحماية.

## قانون المساواة 2004
يسمح القانون باتخاذ إجراء إيجابي في القوى العاملة من أجل تعزيز قدر أكبر من المساواة على جميع الأسس التسعة على النحو المبين في القانون بما في ذلك التوجه الجنسي. كما أنه يغلق ثغرة في ما يتعلق بالتحرش حيث لا يتعين على الشخص أن يكون لديه الخصائص التي يُفرض عليها في حالة المضايقة. على سبيل المثال، إذا تعرض الشخص لنكات معادية للمثليين ولكن هذا الشخص ليس مثليًا أو مثلية، فيمكنه أن يتخذ إجراء قانونيًا للتصدي للمضايقة. ويغطي حكم جديد آخر الأشخاص الذين يعانون من التمييز بسبب الانتماء. يمكن لهؤلاء الأشخاص رفع قضية حتى إذا لم يندرجوا في واحدة من المجموعات التسع المحددة التي يشملها التشريع. على سبيل المثال، يمكن للشخص الذي يدافع عن زميل مثلي في العمل من المضايقات، ويعاني بدوره من المضايقات، أن يرفع قضية إلى محكمة المساواة. هناك تطور آخر يتعامل مع التمييز غير المباشر حيث يكون لتدبير معين في حين محايد على وجهه تأثير غير متناسب على مجموعة معينة أو فرد معين في مكان العمل. يتعين على الشركات مراقبة تأثير سياساتها على أصحاب العمل لديها وتعديل سياساتها لتلبية الاحتياجات المختلفة لموظفيها.

## قانون تعزيز الرعاية الاجتماعية 2005
كرر هذا القانون الحد الوارد في قانون تعزيز الرعاية الاجتماعية 1993 الذي يحظر منح مدفوعات الرعاية الاجتماعية للشركاء المثليين. تم منح بعض مدفوعات الرعاية الاجتماعية للشركاء المغايرين المتساكنين بينما تم منح المزيد للأزواج والأرامل والأرملات. تم تغيير هذا منذ ذلك الحين بموجب قانون الرعاية الاجتماعية والمعاشات التقاعدية 2010. (انظر أدناه)

## قانون القانون الجنائي (الجرائم الجنسية) 2006
ألغى القانون المفهوم القانوني للجنس من الدبر للأشخاص الذين تقل أعمارهم عن 17 عامًا واستبدلها بجريمة جديدة تتمثل في «تشويه طفل». تم إلغاء تجريم الجنس من الدبر مع الأشخاص الذين تجاوزت أعمارهم 17 عامًا بموجب القانون الجنائي (الجرائم الجنسية) 1993. كان مصطلح «تشويه الطفل» محايدًا جنسيا ويشمل هذا الاتصال الجنسي مع أي شخص يقل عمره عن 17 عامًا. ويُعاقب على الاتصال الجنسي مع شخص دون سن 15 عامًا بالسجن المؤبد، بينما يعاقب على الاتصال الجنسي مع شخص ما بين تتراوح أعمارهم بين 15 و 17 سنة بعقوبة من 5 سنوات أو 10 سنوات إذا كان الشخص في موقع السلطة.

## زابون ضد مفوضي الإيرادات (2006) (المحكمة العالية)
المعروفة باسم قضية KAL. رفعت كاثرين زابون وآن لويز غيليغان، اللتان تزوجتا في كندا وتعيشان في أيرلندا، قضية ضد مفوضي الإيرادات إلى المحكمة لأنهم رفضوا الاعتراف بزواجهم المثلي الكندي ورفضوا منحهم تقييم ضريبي مشترك. يحق للأزواج المتزوجين في أيرلندا تقييم دخلهم بشكل مشترك لأن هذا يقلل من المبلغ الإجمالي للضريبة المدفوعة. جادلت الزوجتان بأن أطراف الزواج غير محددة في الدستور. كما قالوا إن حقوقهم تنتهك بسبب عدم الاعتراف بزواجهن. رفضت المحكمة العليا حجج الزوجتين. وجدت القاضية «إليزابيث دون» أنه على الرغم من «وثيقة حية»، فإن دستور أيرلندا كان يعني دائما أن يكون الزواج بين رجل وامرأة، وأن التعاريف المستخدمة في قانون التسجيل المدني لعام 2004 كانت تعبيرا عن المواقف الحالية للدولة وأنها لا تجد أي سبب لتغيير ذلك. علاوة على ذلك، وجدت أن الدستور لم ينتهك حقوق المدعين بموجب القانون الأوروبي. ومع ذلك، قال الحكم إن الموضوع في الأخبار كثيرًا وأن هناك بلا شك صعوبات للشركاء المثليين والشركاء المغايرين غير المتزوجين و «من المأمول ألا يكون قدوم التغييرات التشريعية لتخفيف هذه الصعوبات طويل الأمد في المستقبل. وفي النهاية، يتعين على الهيئة التشريعية تحديد مدى إجراء مثل هذه التغييرات». لم تجد القاضية «دون» صراحة أن زواج المثليين سيكون غير دستوري. قررت كاثرين زابون وآن لويز غيليغان في البداية استئناف قضيتهم أمام المحكمة العليا. ومع ذلك، قرروا تغيير أسباب تحديهم وهذا يتطلب منهم إصدار تحد قانوني جديد في المحكمة العليا. في قضيتهم الأصلية، لم يطعنوا في دستورية قانون السجل المدني، 2004 الذي وضع عائقًا أمام الأزواج المثليين من الزواج. منذ فتح الزواج من الأزواج من نفس الجنس تحت 2004 التي وضعت في القانون عائقا على اثنين من الأزواج من نفس الجنس من الزواج. منذ فتح الزواج أمام الأزواج المثليين بموجب التعديل الرابع والثلاثين للدستور الأيرلندي قامت الزوجتان بإلغاء قضيتهم عند إعلان عقد استفتاء زواج المثليين.

## ورقة الخيارات حول الشركاء المتشاكنين (2006) (وزارة العدل والمساواة وإصلاح القانون)
والمعروفة أيضا بتقرير كولي. تمت صياغة هذا من قبل مجموعة عمل من السياسيين السابقين وموظفين حكومي وأعضاء من المنظمات غير الحكومية ذات الصلة. تم إنشاء مجموعة العمل هذه من قبل وزير العدل والمساواة وإصلاح القانون في ذلك الوقت. ترأسها آن كولي. درست هذه الورقة الخيارات المختلفة المتاحة للحكومة فيما يتعلق بالاعتراف القانوني بالشركاء المتساكنين، المثليين أو المغايرين. واعترف بأن زواج المثليين فقط يمنح المساواة الكاملة للأزواج المثليين. ومع ذلك، فإن إدخال زواج المثليين سيكون عرضة لتحد دستوري. وأوصت بتقنين الشراكة المدنية للشركاء المثليين.

## التقرير عن الشركاء المتساكنين من قبل لجنة إصلاح القانون 2006
في هذا التقرير، اقترحت لجنة إصلاح القانون خطة يمكن بموجبها للشركاء المثليين النثليات الذين يعيشون معًا لمدة 3 سنوات (سنتين إذا كان لديهم طفل) اتخاذ الترتيبات أو التوقيع على عقد ملزم قانونًا فيما يتعلق بالضرائب والمعاشات التقاعدية والميراث والحضانة وغيرها من المسائل بينهما. يتمتع الأزواج المتزوجون تلقائيًا بمجموعة واسعة من الحقوق والحماية والواجبات بموجب القانون. لا يستفيد الشركاء المثليون، الذين لم يتمكنوا في ذلك الوقت من الزواج، والشركاء المغايرون الذين يعيشون معا ولكن يختارون عدم من العديد من هذه الحقوق ما لم ينص القانون على ذلك تحديدا. كان هناك عدد قليل جدا من الحقوق في الوقت الذي يمنحها القانون لمثل هؤلاء الأزواج. لم يقترح التقرير خطة مثل الشراكة المدنية لأن هذا سيصف حزمة ثابتة من الحقوق والواجبات ويتطلب من الشركاء المتساكنين الاشتراك فيها. بدلاً من ذلك، سيكون لكل شريكين حرية التوقيع على عقد مساكنة سيكون له قوة القانون. عند حدوث وفاة أو عند تفكك العلاقة، يمكن لأحد الطرفين أو كلاهما التقدم بطلب إلى المحكمة للحصول على أوامر قضائية مختلفة للدفع أو الممتلكات إذا كانت معتمدا اقتصاديًا. أوصى التقرير بأنه يجب أن يكون للشركاء المتساكنين الحق في الانسحاب من هذا الترتيب، لكن يمكن للمحاكم أن تتخلى عن هذا التعطيل إذا تم الحكم على أن هذا التعطيل سيؤدي إلى ظلم أحد الشريكين السابقين. في هذا التقرير، تكرر لجنة إصلاح القوانين التوصيات التي قدمتها في ورقة التشاور السابقة الصادرة في عام 2004، لكن اللجنة عززت التوصيات للسماح بمجموعة واسعة من أشكال الحماية وخاصة تلك التي تؤثر على قانون التقاعد والعمالة. تضمن مشروع قانون للسماح بالاعتراف القانوني بالشركاء المتساكنين. تم تضمين كل مشروع القانون هذا تقريبًا في الجزء 15 من قانون الشراكة المدنية وبعض الحقوق والواجبات للشركاء المتساكنين 2010.

## قانون الإجازة الوالدية (المعدل) 2006
يحق للشخص أن يأخذ إجازة قاهرة تُدفع مقابل إجازة العمل لرعاية شريكه المثلي واتخاذ الترتيبات اللازمة لرعايته في حالة حدوث مرض مفاجئ أو في حالة الطوارئ. لم يشمل هذا الإجازة الأبوية التي كانت متاحة فقط للأزواج والشركاء المغايرين حتى عام 2016. انظر قانون الإجازة الأبوية والاستحقاقات 2016.

## لوائح المجتمعات الأوروبية (حرية حركة الأشخاص) 2006
وضع هذا الصك القانوني في توجيه الاتحاد الأوروبي 2004/38 / EC. يسمح للشركاء المثليين حيث يكون شخص ما من مواطني المنطقة الاقتصادية الأوروبية والآخر من غير مواطني المنطقة الاقتصادية الأوروبية بالعيش في أيرلندا دون اشتراط الحصول على تصريح عمل. كان يجب على الشريكين المثليين أن يكونا على علاقة لمدة عامين وكان يجب أن تكون العلاقة قابلة للتصديق، وهذا دليل على أن العلاقة حقيقية. هذا لم يشمل المواطنين الأيرلنديين الذين كانوا على علاقة مع مواطن من خارج المنطقة الاقتصادية الأوروبية. في عام 2008، تم إغلاق هذه الثغرة ولا يُطلب من غير مواطني المنطقة الاقتصادية الأوروبية الذين يتساكنون مع مواطن أيرلندي الحصول على تصريح عمل.

## معاهدة لشبونة 2007
تم التوقيع على معاهدة لشبونة في عام 2007 ودخلت حيز التنفيذ القانوني في 1 ديسمبر 2009. من أجل تصديق الدولة الأيرلندية على المعاهدة كان يجب تعديل الدستور وتطلب إجراء استفتاء. عدل التعديل الثامن والعشرون للدستور الأيرلندي في عام 2009 الدستور للسماح بالتصديق على المعاهدة. تمنح معاهدة لشبونة مفعولًا قانونيًا لميثاق الحقوق الأساسية للاتحاد الأوروبي. يحظر هذا الميثاق أي تمييز في مكان العمل بسبب التوجه الجنسي. يقتصر الميثاق في تطبيقه على مجالات القانون ضمن صلاحيات الاتحاد الأوروبي. ليس من الواضح ما هي العواقب التي ستترتب على ذلك فيما يتعلق بالمادة 37 (1) من قانون المساواة في العمل، 1998 التي تمنح إعفاءً للمؤسسات الدينية التي تديرها للتمييز قانونيا من أجل التمسك بأخلاقيات مؤسستهم.

## فوي ضد أن ت-آرد خلارايثوار وآخرون (2007) (المحكمة العليا)
ولدت ليديا فوي كذكر وخضعت لجراحة إعادة تحديد الجنس في عام 1992. وقد سعت إلى جعل المسجل العام يعترف بتغيير جنسها وإصدار شهادة ميلاد جديدة في جنسها الصحيح. رفض المسجل العام القيام بذلك. رفعت ليديا فوي دعوى قضائية ضد الدولة الأيرلندية إلى المحكمة العالية لإجبار المسجل العام على إصدار شهادة ميلاد جديدة. ونظرت المحكمة في القضية الأولية في عام 2000 وفي عام 2002 صدر حكم. رفضت المحكمة العليا أن تأمر المسجل العام بإصدار شهادة ميلاد جديدة. استأنفت ليديا فوي القضية أمام المحكمة العليا. وفي الوقت نفسه، حدث عدد من التطورات القانونية الأخرى. في عام 2002، استمعت المحكمة الأوروبية لحقوق الإنسان إلى قضية مماثلة حول امرأة متحول جنسيًا في قضية غودوين وآي ضد المملكة المتحدة، وأمرت المحكمة الأوروبية لحقوق الإنسان حكومة المملكة المتحدة بالاعتراف بالجنس الجديد كريستين غودوين وإصدار شهادة ميلاد جديدة. كذلك، صادقت أيرلندا على الاتفاقية الأوروبية لحقوق الإنسان في عام 2003 وأدخلت أحكامها في القانون المحلي. رفعت ليديا فوي قضية جديدة إلى المحكمة العليا بحجة أن حقوقها بموجب الاتفاقية قد انتهكت. في عام 2007، حكمت المحكمة العليا لصالح ليديا فوي وأعلنت أن القانون الأيرلندي لا يتوافق مع الاتفاقية الأوروبية لحقوق الإنسان، وأمرت بإصدار شهادة ميلاد جديدة لليديا فوي. سعت الدولة الأيرلندية إلى استئناف القضية، لكنها في عام 2010 أسقطت الطعن وقبلت النتيجة.

## قانون الجوازات 2008
هذا سمح لمكتب الجوازات بتغيير الجنس على جواز السفر إذا كان الشخص قد خضع لجراحة إعادة تحديد الجنس. كانت هذه المرة الأولى في القانون التي يتم فيها الاعتراف بالأشخاص المتحولين جنسياً.

## قانون العدالة الجنائية (المساعدة المتبادلة) 2008
بموجب هذا القانون، صادقت أيرلندا على عدد من الاتفاقيات الدولية بشأن التعاون بين أنظمة العدالة فيما يتعلق بالقبض على المجرمين وتسليمهم داخل الاتحاد الأوروبي، ومع الولايات المتحدة، وبموجب اتفاقيات الأمم المتحدة. يمكن للدولة الأيرلندية رفض تقديم التعاون إذا اعتقد وزير العدل أن ذلك سيؤدي إلى معاقبة شخص بسبب توجهه الجنسي.

## ام سي دي ضد إل (المحكمة العالية) (2008)
في هذه الحالة، وُلد لشريكتين مثليتان بي إل (بالإنجليزية: P.L.)‏ وبي ام (بالإنجليزية: B.M.)‏ طفل باستخدام الحيوانات المنوية التي تبرع بها جاي.ام سي دي (بالإنجليزية: J.McD.)‏ وهو صديق مثلي الجنس لهم. قاموا بترتيب عقد مع جاي.ام سي دي كدور بمثابة «عم» للطفل ولكن لا يشارك في الحياة اليومية للطفل. ذهب جاي.ام سي دي إلى المحكمة لتأسيس الوصاية على الطفل، كوالده الطبيعي. رفضت المحكمة العليا طلب جيه إم سي دي، وأيدت العقد المتفق عليه بين بي إل وبي ام ومنحتهما الوصاية والحضانة لوحدهما للطفل. بشكل ملحوظ اعترفت المحكمة العالية بأن الشريكتين المثليتين وطفلهما أسرة بأمر الواقع تتمتع بالحقوق الممنوحة للعائلات بموجب المادة 8 من الاتفاقية الأوروبية لحقوق الإنسان. كما دعا القاضي البرلمان الأيرلندي للتشريع للشركاء والأزواج المثليين الذي ينجبون الأطفال وللاعتراف بهم كأسر.

## لوائح المجتمعات الأوروبية (حرية حركة الأشخاص) (تعديل) 2008
عدل ذلك لوائح 2006. ألغى شرط أن يكون أحد الشريكان المثليين مع أحد الشركاء من غير مواطني المنطقة الاقتصادية الأوروبية مقيماً في دولة عضو أخرى من أجل الانتقال إلى أيرلندا. وهذا يعني أن المواطن الأيرلندي وشريكه المثلي يمكنه الانتقال إلى أيرلندا. جاء هذا التغيير في القانون نتيجة لقضية ميتوك ضد وزير العدل والمساواة وإصلاح القانون التي تم البت فيها في محكمة العدل الأوروبية.

## قانون التأمين الصحي (أحكام متنوعة) 2009
وكرر هذا الحظر على أقساط التأمين الصحي المختلفة بسبب التوجه الجنسي وغير ذلك من الأسباب. وهو حكم مماثل لقانون التأمين الصحي، 1994 وقانون (تعديل) التأمين الصحي، 2001.

## ام سي دي ضد إل (المحكمة العليا) (2009)
نقضت المحكمة العليا قرار المحكمة العالية. لم يتم منح ام سي دي (بالإنجليزية: McD.)‏ وصاية على الطفل كأبيه الطبيعي. رأت المحكمة العليا أن الأسرة القائمة على الزواج هي النوع الوحيد من الأسرة الذي حصل على اعتراف دستوري وبالتالي رفضت الاعتراف بالشريكتين المثليتين في هذه القضية كأسرة واحدة.

## قانون الشراكة المدنية وبعض الحقوق والواجبات للشركاء المتساكنين 2010
يسمح قانون الشراكة المدنية وبعض الحقوق والواجبات للشركاء المتساكنين 2010 للشركاء المثليين بالدخول في شراكة مدنية بنفس شروط الأزواج المتزوجين. يتعامل القانون مع عدد من المجالات مثل خلافة الممتلكات، واستحقاقات التقاعد، والعنف المنزلي، والإعالة في حالة انهيار العلاقة. تمت معالجة استحقاقات الرعاية الاجتماعية والمستحقات الضريبية للشركاء المدنيين في تشريعات أخرى (انظر قانون الرعاية الاجتماعية والمعاشات التقاعدية، 2010 وقانون المالية (رقم 3)، 2011). ينص القانون على الاعتراف في أيرلندا بزواج المثليين والشراكات المدنية التي تم عقدها في الخارج، ومع ذلك، لن يتم الاعتراف بهذه الاتحادات إلا كشركاء مدنيين فقط. لا يتعامل القانون مع إقامة الشركاء المثليين الذين يرغبون في أن يصبحوا شركاء مدنيين في أيرلندا. يجب على الشركاء المدنيين الانتظار لمدة عامين حتى يتم حل شراكتهم. الفصل القضائي غير مسموح به. لم يُسمح للشركاء المدنيين في ذلك الوقت بالتبني بشكل مشترك إلا من خلال شريك مدني واحد، حيث سمح بتبني طفل من قبل شخص واحد. في ذلك الوقت أيضًا، لم يكن لدى الشركاء المدنيين وصاية مشتركة على أي أطفال قاموا بتربيتهم معًا. منذ ذلك الحين تم تغييره تحت قانون الأطفال والعلاقات الأسرية 2015. تم عقد أول شراكات مدنية عامة في أبريل 2011. مع تمرير الاستفتاء على المساواة في الزواج، تم إلغاء القانون وأصبح الشركاء المثليون غير قادرين الآن على الدخول في شراكة مدنية. انظر قانون الزواج 2015.
وينص القانون أيضا على الاعتراف القانوني بالشركاء الذين يعيشون معا، سواء الشركاء المثليين أو الشركاء المغايرين، حيث كانوا معا لمدة 5 سنوات أو سنتين إذا كان لديهم طفل مشترك. يقدر الشركاء المتساكنون على إبرام عقد مكتوب قابل للتنفيذ من الناحية القانونية حيث يمكنهم ترتيب شؤونهم بشأن التمويل والممتلكات. قبل هذا القانون، رفضت المحاكم اعتبار أي عقد بين الشركاء المتساكنين مع القانون قابل للتنفيذ. عندما تنتهي علاقة المساكنة عند الانهيار أو عند الوفاة، يمكن لأحد الشريكين أو كلاهما التقدم بطلب إلى المحكمة للحصول على أمر صيانة، أمر تسوية الممتلكات، أمر تسوية المعاشات التقاعدية وغيرها من الأوامر التي يمكن للأزواج المتزوجين الحصول عليها عند الانفصال أو الطلاق، بشرط أن الشخص الذي رفع القضية يعتمد أو كان يعتمد اقتصاديًا على الآخر.

## قانون الرعاية الاجتماعية والمعاشات 2010
بموجب هذا القانون، يعامل الشركاء المدنيون نفس معاملة الأزواج ويحق لهم الحصول على جميع المزايا التي يمكن للأزواج الحصول عليها. يحق للشركاء المتساكنين المثليين المطالبة بمزايا على أنها «شخص مؤهل بالغ» على نفس أساس المساكنة بين الشركاء المغايرين. منذ دخزل هذا القانون حيز التنفيذ، سيتم تقييم دخل الشريكين المثليين بشكل مشترك عند المطالبة بالرعاية الاجتماعية. منذ عام 2010، عومل الشركاء المدنيون والأزواج المتزوجون نفس المعاملة بموجب قوانين الرعاية الاجتماعية اللاحقة.

## قانون المالية (رقم 3) 2011
يمنح هذا القانون الشركاء المدنيين نفس الاستحقاقات الضريبية الممنوحة للزوجين بالإضافة إلى ضريبة الدخل، ورسوم الدمغة (التي تغطي شراء وبيع المنازل)، وضريبة الاستحواذ على رأس المال (التي تغطي ميراث الممتلكات، وضريبة الأرباح الرأسمالية، وضريبة القيمة المضافة (ضريبة القيمة المضافة) والضرائب والرسوم الأخرى. يشمل هذا القانون الشركاء المدنيين فقط. لا يحق للشركاء المثليين المتساكنين الحصول على نفس المجموعة من الاستحقاقات الضريبية ويجب عليهم الدخول في زواج مدني أو الدخول في شراكة مدنية للاستفادة من ذلك. تم إدخال بعض الاستحقاقات الضريبية للشركاء المدنيين بأثر رجعي إلى 1 يناير 2011 مثل ضريبة الاستحواذ على رأس المال ورسوم الدمغة. يبدأ الإعفاء من ضريبة الدخل من تاريخ الدخول في شراكة مدنية. يتم التعامل مع الأزواج المتزوجين بنفس الطريقة التي يحصلون بها على ضريبة الدخل من تاريخ الزواج.

## قانون القانون المدني (أحكام متنوعة) 2011
هذا قانون شامل يغطي العديد من المناطق. إنه يعدل قانون العنف الأسري، 1996. الشخص الذي يعيش أو عاش في علاقة عاطفية حميمية مثلية أو مغايرة يكون قادرًا على التقدم بطلب للحصول على أمر حظر أو أمر أمان. هذا يوسع أسباب الارتياح التي يمكن للشخص الحصول عليها. لم يتمكن الشركاء المغايرون في السابق إلا من الحصول على راحة مؤقتة مثل أوامر التوقف وأوامر الحماية المؤقتة. أيضًا، سيسمح هذا القانون للشخص بالتقدم بطلب للحصول على أمر سلامة ضد شخص كان معه طفلًا مشتركًا ولكنه لم يعيش معًا مطلقًا.

## قانون المالية 2012
عدل هذا القانون قانون الضرائب لتصحيح بعض حالات الاختلاف بين الشراكة المدنية والزواج. على سبيل المثال، قد يضطر الشركاء المدنيون إلى دفع ضريبة على أي مدفوعات نفقة عندما يكون هناك طفل أو غيره من المعالين المعنيين بسبب الانفصال أو الطلاق. لا يتوجب على الأزواج المتزوجين دفع ضريبة في هذه الظروف.

## قانون حماية العاملين (الوكالة المؤقتة) 2012
يمنح هذا القانون نفس الحماية للأشخاص الذين توظفهم وكالة مثل الذين يعملون مباشرة على أساس مؤقت. إن الحماية من التمييز غير العادل على أساس التوجه الجنسي وغيرها من الأسباب هي نفسها للعاملين في الوكالات كما هي بالنسبة لغيرهم من الموظفين.

## قانون (تعديل) التأمين الصحي 2012
يحظر هذا القانون تباين شروط علاوات التأمين الصحي أو الأقساط على أساس التوجه الجنسي. وهذا مشابه لقانون التأمين الصحي 1994، وقانون التأمين الصحي (المعدل) 2001، وقانون التأمين الصحي (المعدل) 2009.

## قانون الرعاية الاجتماعية والمعاشات التقاعدية (أحكام متنوعة) 2013
يصحح هذا القانون حالات الاختلاف البسيطة بين معاملة الأزواج والشركاء المدنيين.

## قانون المحاكم والقانون المدني (أحكام متنوعة) 2013
سمح هذا القانون للصحافة بحضور قضايا قانون الأسرة بشرط احترام هوية الأشخاص المعنيين. حتى ذلك الحين، كانت جميع قضايا قانون الأسرة سرية. إذا كان يجب مشاركة المعلومات الشخصية الحساسة، فيمكن للمحكمة رفض إدخال الصحافة أو تقييد نشر أي معلومات تمت مشاركتها في المحكمة. تعتبر المعلومات المتعلقة بالتوجه الجنسي لشخص ما معلومات شخصية حساسة.

## قانون اللجنة الأيرلندية لحقوق الإنسان والمساواة 2014
دمج هذا القانون بين اللجنة الأيرلندية لحقوق الإنسان وهيئة المساواة في هيئة واحدة تعرف باسم اللجنة الأيرلندية لحقوق الإنسان والمساواة. يتطلب هذا الفعل أن يتم اختيار أعضاء اللجنة قدر الإمكان من مجموعات الأقليات المختلفة بما في ذلك أعضاء من مجتمع المثليين والمثليات.

## قانون حرية المعلومات 2014
يسمح هذا القانون للجمهور العام بالوصول إلى المعلومات والسجلات التي تحتفظ بها عن طريق الخدمة المدنية والوكالات الحكومية والشركات الخاصة. يسمح القانون بالحفاظ على المعلومات ومشاركتها حول التوجه الجنسي للشخص أو حالته المدنية (أي أنهما متزوجين أو في شراكة مدنية). تم تعديل قانون حرية المعلومات الأصلي 1997 في عام 2003 لتقييد المعلومات المشتركة وزيادة العقبات أمام أعضاء الصحافة والجمهور في الوصول إلى المعلومات المسجلة. عكس قانون 2014 العديد من القيود التي أدخلت في عام 2003.

## قانون (تعديل) السجل المدني 2014
أدرج هذا القانون أحكام جديدة لمنع الشراكات المدنية بالمصلحة ويسمح بإقامة احتفالات الشراكة المدنية في سفارات أيرلندا.

## قانون اتخاذ القرارات بالمساعدة (القدرة) 2015
يشمل هذا القانون الأزواج، والشركاء المدنيين، والشركاء المتساكنين والأشخاص في أنواع أخرى من العلاقات (سواء الحميمة وغير الحميمة) والأفراد العازبين.

## قانون الأطفال والعلاقات الأسرية 2015
هذا القانون واسع النطاق في إصلاحه للقانون المتعلق بالأطفال. وينص على التنظيم القانوني والاعتراف بالإنجاب البشري بمساعدة المانحين. وغير قانون الوصاية على الأطفال. قبل القانون، كان للوالد المتزوج تلقائيًا حقوق الوصاية على أطفاله وكانت للأم البيولوجية حقوق الوصاية التلقائية. لم يكن للأب الطبيعي حقوق الوصاية التلقائية على الرغم من أنه يمكن أن يذهب إلى المحكمة لإثبات تلك الحقوق أو يمكن للأم الطبيعية أن تقدم له هذه الحقوق بموجب إعلان قانوني. يمنح هذا القانون تلقائيًا حقوق الوصاية للآباء الطبيعيين بشرط أن يتعايشوا مع الأم الطبيعية لمدة 3 أشهر على الأقل بعد ولادة طفل. كما يسمح للشركاء المثليين، إما في شراكة مدنية أو مساكنة، التقدم بطلب للحصول على حقوق الوصاية على أي طفل يربونه معًا. كما يسمح للأقارب الآخرين لطفل مثل الأجداد والعمات والأعمام أيضًا بالتقدم للحصول على حقوق الوصاية على الطفل الذي يرعونه. غير القانون قانون التبني، ويمكن للشركاء المدنيين والشركاء المتساكنين (إما المغايرين أو المثليين) التقدم بطلب للتبني بعد أن عاشوا معًا لمدة 3 سنوات. ويمدد القانون إجازة التبني للشركاء المدنيين والشركاء المتساكنين. تم تعديل هذا القانون من قبل قانون التبني (التعديل) 2017.

## قانون الاعتراف بالجندر 2015
ينص هذا القانون على الاعتراف القانوني بالجندر الجديد للشخص الذي خضع لجراحة إعادة تحديد الجنس أو على وشك الدخول في جراحة إعادة تحديد الجنس. يمكن لأي شخص قام بتغيير جنسه الحصول على شهادة الاعتراف بالجندر. تتيح هذه الشهادة لأي شخص تغيير المستندات الهامة لتعكس جندره الجديد مثل شهادات الميلاد. بشكل عام، يجب أن يكون عمر الشخص أكبر من 18 عامًا للحصول على شهادة، ولكن يمكن منح الإعفاء من ذلك من قبل المحاكم لشخص أقل من 18 عامًا. لا يجب على الشخص الذي يرغب في تغيير جنسه أن يقوم بتقييم طبي أو فسيولوجي شامل، بدلاً من ذلك يحتاجون إلى طبيب عمومي ليقولوا إنهم خضعوا لجراحة إعادة تحديد الجنس أو أنهم على وشك الخضوع للجراحة.

## قانون التعديل الرابع والثلاثون للدستور الأيريلندي (المساواة في الزواج) 2015
يعدل هذا القانون دستور أيرلندا لتمكين البرلمان الأيرلندي من إصدار تشريع للسماح لشخصين، بغض النظر عن جنسهما، بالزواج. تم تعديل الدستور من خلال إدخال المادة 4 من المادة 41، التي تنص على أنه «يجوز عقد الزواج وفقًا للقانون من قبل شخصين دون تمييز فيما يتعلق بجنسهما». تم طرح الاقتراح على المواطنين الأيرلنديين في استفتاء وشارك فيه نسبة 60% من الناخبين، مع تصويت 62% لصالح، وتصويت 38% ضد.

## قانون الزواج 2015
يشترط التعديل 34 للدستور الأيرلندي أن يقرّ البرلمان الأيرلندي قانونًا يسمح للأزواج المثليين بالحق في الزواج. يفي قانون الزواج 2015 بهذا الشرط وبدأ في 16 نوفمبر 2015. سيتعين على الأزواج المثليين الذين يرغبون في الزواج الإخطار لمدة 3 أشهر، مثل الأزواج المغايرين. سيبقى الشركاء المثليون الذين دخلوا في شراكة مدنية في تلك الشراكة المدنية. يمكن أن يتزوج الأزواج المثليون الذين هم بالفعل في شراكة مدنية بإعطاء إشعار لمدة 5 أيام. في حالة الزواج لأي زوجين في شراكة مدنية، يتم حل شراكتهما المدنية. تم الاعتراف بزواج المثليين الذين تم عقدهم في الخارج من 16 نوفمبر 2015. منذ دخول قانون الزواج 2015 حيز التنفيذ القانوني، لا يُسمح للشركاء المغايرين بالدخول في شراكة مدنية في أيرلندا.

## قانون المساواة (أحكام متنوعة) 2015
يعتبر القانون تشريعا شاملا ويعدل مختلف القوانين غير ذات الصلة. يعدل هذا القانون المادة 37.1. سمحت المادة 37.1 بصيغتها السابقة لمؤسسة دينية تقدم الخدمات الدينية أو التعليمية أو الطبية بالحق في التمييز القانوني ضد موظفيها من أجل التمسك بأخلاقيات المؤسسة. بالنظر إلى أن بعض المستشفيات والعديد من دور رعاية المسنين، وكذلك 98% من المدارس الابتدائية و 52% من المدارس الثانوية، هي مدارس دينية، فمن الممكن التمييز ضد الطلاب أو المدرسين أو الأطباء أو الممرضين المثليين والمثليات لأنه قد يُنظر إلى أن توجههم الجنسي يقوض روح المدرسة أو المستشفى. هذا الفعل يضيق نطاق القسم 37.1. يتطلب ذلك أن أي صاحب عمل يرغب في استخدام القسم 37.1 يجب أن يفي بثلاثة اختبارات. هذه الاختبارات هي أن (1) الدين هو مطلب مهني حقيقي للموقف، (2) العمل مبرر بشكل موضوعي و (3) وسائل تحقيق الهدف مناسبة وضرورية. يجب أن يكون أي إجراء يتم إجراؤه بموجب المادة 37.1 يتعلق بسلوك الموظف وليس حول توجهه الجنسي. أيضًا، يتمتع الموظفون الذين يعملون في المؤسسات الدينية بالحق في الخصوصية.

## لوائح المجتمعات الأوروبية (حرية حركة الأشخاص) 2015
تحول هذه اللائحة إلى القانون الأيرلندي توجيه الاتحاد الأوروبي 2004/38 / EC. وهذا يوفر لائحة محدثة بشأن حق الإقامة. تنص اللوائح على تسهيل دخول وإقامة مواطني الاتحاد الأوروبي وأفراد أسرهم. وتنص اللوائح أيضًا على تعريف أوسع «لأفراد الأسرة»، بحيث يشمل شريكًا يكون في علاقة دائمة مع مواطن للاتحاد الأوروبي علاقة، ومصدقة حسب الأصول، والآباء المعالين، والأطفال الذين تقل أعمارهم عن 21 عامًا وغيرهم من الأطفال المعالين لذلك الشريك. هذا لا ينطوي على الاعتراف بهذه الشراكات لأغراض أخرى.

## قانون الحماية الدولي 2015
يمكن لأي شخص أن يطلب اللجوء بناءً على خوفه من المقاضاة بسبب توجهه الجنسي.

## إستراتيجية الشباب المثليين
كجزء من برنامجها للحكومة، وعدت حكومة الأقلية المنتخبة حديثًا بوضع إستراتيجية للشباب المثليين. تتمثل الإستراتيجية في التركيز على تكافؤ الفرص والتعليم والرعاية الصحية الوقائية وخدمات الدعم. يوضح برنامج الحكومة «سنقوم بإعداد إستراتيجية الشباب المثليين تشمل التعليم، خدمات الشباب، الصحة العقلية وغيرها من القضايا. كجزء من هذه الإستراتيجية، سنراجع تنفيذ خطة العمل الوطنية بشأن التنمر في مدارسنا.» صرحت وزيرة الأطفال كاثرين زابون في مايو 2016 بأنها تأمل في أن يتم نشر إستراتيجية الشباب المثليين في غضون عام واحد.

## قانون إجازة الأبوة والاستحقاقات 2016
يمدد القانون إجازة الأبوة من 3 أيام إلى أسبوعين. يسمح بإجازة الأبوة مع إجازة الأمومة والإجازة بالتبني في ظروف مأساوية معينة. يتم التعامل مع الأزواج المثليين مثل الأزواج المغايرين.

## مشروع قانون العدالة الجنائية (التشديد بسبب التحامل) 2016
لا يزال ليس لدى جمهورية أيرلندا قانون لجرائم الكراهية. يوجد في أيرلندا قانون حظر التحريض على الكراهية 1989، الذي يحظر التحريض على الكراهية ولكن من الصعب إنفاذ هذا القانون. ليس من الواضح ما إذا كانت هناك إدانات ناجحة بموجب قانون عام 1989. بموجب قانون العدالة الجنائية (التشديد بسبب التحامل) 2016 إذا أدين شخص بجريمة، فقد تقرر المحاكم أن هذه الجريمة ناتجة عن كراهية تجاه شخص ما وقد تفرض عقوبة أعلى إذا رأت المحاكم ذلك مناسبًا. يجب تقديم أدلة كافية في المحكمة لاعتبار أي جريمة جريمة مشددة. لا ينص مشروع القانون على أي عقوبات دنيا. يذكر مشروع القانون الإعاقة، والتوجه الجنسي وهوية التحول جنسيا كسبب لجريمة مشددة. نظرًا لأن هذا مشروع قانون خاص بالأعضاء، لم يتم تمريره عبر البرلمان الأيرلندي بعد، ومنذ أكتوبر 2016، يعتبر مشروع القانون في المرحلة الثالثة في مجلس النواب.

## تعديل حظر الدم 2016
فرضت أيرلندا حظراً على جميع الرجال الذين يمارسون الجنس مع الرجال من التبرع بالدم. وكان في السابق حظرا للحياة. تم تطبيق هذا الحظر عام 1985 في أوج أزمة الإيدز. أعلن وزير الصحة أن الحظر سيتم تخفيفه في ضوء الأدلة التي ظهرت في العقود الأخيرة. سيتمكن الرجال الذين يمارسون الجنس مع الرجال من التبرع بالدم شريطة امتناعهم عن ممارسة الجنس لمدة عام على الأقل. يجب على الرجال الذين لديهم تاريخ من الأمراض التي تنتقل عن طريق الاتصال الجنسي الانتظار لمدة خمس سنوات للتبرع. تم الترحيب بهذا الإجراء كخطوة تقدمية من قِبل شبكة المساواة للمثليين والمثليات لكنهم لاحظوا أن الإجراء الجديد لا يزال يميز ضد الرجال الذين هم في علاقة ملتزمة ونشطة جنسياً.

## مشروع قانون الإدانات لبعض الجرائم الجنسية (الاعتذار والعفو) 2016
يقترح مشروع القانون هذا أن يُعفى جميع الرجال المدانين بالجنس من الدبر أو الفحش الجسيم بموجب القانون الجنائي السابق من إدانتهم وأن يتم الاعتذار لهم. أساس التبرير والاعتذار هو أنه كان من الخطأ أن تحاكم الدولة الرجال الذين قاموا بأعمال جنسية بالتراضي مع رجال آخرين. ينص مشروع القانون على أن الاعتذار والعفو لا يسببا في مقاضاة الدولة ولا يفرضان مسؤولية على الدولة. لا يسري هذا القانون على الإدانات بسبب الأفعال الجنسية مع القاصرين. إذا تم إقرار مشروع القانون هذا، فلن يتم حذف السجلات الجنائية للرجال الذين أدينوا نظرًا لعدم وجود وسيلة لذلك. سيستمر هؤلاء الرجال في الحصول على سجل إجرامي على الرغم من الإعفاء والاعتذار. وقد أثيرت بعض المخاوف بشأن الأفعال الجنسية غير التوافقية بين الرجال البالغين في الماضي. سيتم وضع اقتراح في البرلمان الأيرلندي في الذكرى الخامسة والعشرين لإلغاء التجريم. صرح رئيس الوزراء الأيرلندي ليو فرادكار أن هناك تعقيدات فيما يتعلق بتمرير هذا القانون بشكل رئيسي حول كيفية التمييز بين الحالات التي تنطوي على موافقة البالغين والقضايا التي تنطوي على قاصرين، منذ فيفري 2017، يعتبر مشروع القانون في المرحلة الثالثة في مجلس الشيوخ. وقد تم جدولة اقتراح حول ذلك في 19 يونيو 2018، حيث اعتذر رئيس الوزراء عن الإدانات التاريخية، ووعد بتقديم قانون يسمح بإلغاءها.

## قانون التبني (التعديل) 2017
يسن هذا القانون على التعديل الحادي والثلاثين للدستور الأيرلندي 2012. ويسمح القانون للشركاء المدنيين والأزواج المثليين بالحق في التقدم بطلب للتبني. يمكن تبني الأطفال في فترة الحضانة طويلة الأجل، وقد يتقدم الآباء والأمهات لتبني طفل شريكهم. مُنح الشركاء المدنيون الحق في التقدم بطلب للتبني بموجب قانون الأطفال والعلاقات الأسرية 2015.

## مشروع قانون الاعتراف بالجندر (تعديل) 2017
يقترح مشروع القانون هذا تعديل قانون الاعتراف بالجندر 2015. في الوقت الحالي، يجب أن يحصل أي شخص يتراوح عمره بين 16 و 18 عامًا على أمر قضائي وموافقة الوالدين وتدخل المهنيين الطبيين قبل أن يتم إصدار شهادة الاعتراف بالجنس بعد إجراء جراحة إعادة تحديد الجنس. بموجب مشروع القانون، سيتم معاملة الشخص الذي يتراوح عمره ما بين 16 إلى 18 عامًا بنفس معاملة الشخص الذي يبلغ من العمر 18 عامًا أو أكبر. ويقترح أيضًا تعديل الإجراء الخاص بالأشخاص الذين تقل أعمارهم عن 16 عامًا والذين سيتعين عليهم عادة الحصول على إذن الوالدين لإجراء جراحة إعادة تحديد الجنس. يمكن للمحكمة الاستغناء عن موافقة الوالدين إذا قررت المحكمة أن رفض موافقة الوالدين لن يكون في مصلحة الطفل. سيمكّن مشروع القانون أيضًا وزير العدل من مراجعة قانون الاعتراف بالجندر من أجل منح شهادات الاعتراف بالجنس للأشخاص الذين لا يعتبرون ذكرًا أو أنثى على وجه الحصر بعد جراحة إعادة تحديد الجنس. منذ مايو 2017، يعتبر مشروع القانون في المرحلة الثالثة في مجلس الشيوخ.

## مشروع قانون توفير التربية الجنسية الموضوعية 2018
الغرض من مشروع القانون هو مطالبة جميع المدارس الابتدائية والثانوية بتوفير تعليم جنسي موضوعي وقائم على الحقائق بغض النظر عن أخلاقيات المدرسة الدينية. في الوقت الحالي يتم تدريس التربية الجنسية في المدارس الابتدائية والثانوية بواسطة برنامج الحياة والتربية الجنسية. تم تقديم برنامج الحياة والتربية الجنسية في عام 1999. يمكن للمدارس تعديل برنامج الحياة والتربية الجنسية بما يتماشى مع أخلاقياتها. تم انتقاد برنامج الحياة والتربية الجنسية الحالي لكونه يتحدث عن الجنس المغاير ويتم فيه تجاهل الجنس المثلي. أيضًا، لقد تبين أن تنفيذ برنامج الحياة والتربية الجنسية غير متسق للغاية. سيتطلب مشروع القانون هذا من المدارس أن تدرس برنامجًا جنسيًا موضوعيًا قائمًا على الحقائق يشمل الجنسانية والقضايا الجنسانية ولن تتمكن المدارس من استخدام أخلاقياتها لمنع حدوث مثل هذا التثقيف الجنسي. منذ أبريل 2018، يعتبر مشروع القانون في المرحلة الثالثة في مجلس النواب.

## قانون العنف العائلي 2018
الغرض من هذا القانون هو تعديل القانون وتوحيده فيما يتعلق بالعنف المنزلي. يوحد هذا القانون الأحكام الواردة في قانون العنف العائلي 1996، وقانون (تعديل) العنف العائلي 2002 والأحكام ذات الصلة من قانون الشراكة المدنية وبعض الحقوق والواجبات للشركاء المتساكنين 2010، وقانون القانون المدني (أحكام متنوعة) لعام 2011، وقانون المحاكم والقانون المدني (أحكام متنوعة) 2013 وقانون الأطفال والعلاقات الأسرية 2015. ويشمل هذا القانون أيضًا أحكامًا جديدة يجب سنها حتى تتمكن أيرلندا من المصادقة على اتفاقية منع ومكافحة العنف ضد المرأة والعنف المنزلي الخاصة بمجلس أوروبا، المعروف أكثر باسم «اتفاقية إسطنبول». وقعت أيرلندا على اتفاقية إسطنبول في نوفمبر 2015. تتضمن هذه الأحكام الجديدة السماح لشخص بالتقدم بطلب لحظر طارئ حيث عاش ذلك الشخص في علاقة حميمة وملتزمة مع المدعى عليه دون أن يكون زوجًا أو شريكًا مدنيًا أو إذا كان ذلك الشخص هو والد المستجيب البالغ، وإدراج حكم لتجريم الزواج القسري. كما يلغي هذا القانون الإعفاء من الزواج دون السن القانونية للمساعدة في حماية القاصرين من الزواج القسري، حيث إن مطالبة الزوجين المقصودين بعمر 18 سنة على الأقل يجب أن يساعد في ضمان نضوج الزوجين المحتملين لمقاومة ضغوط الوالدين أو غيرهما من الزواج من شخص معين.

## مشروع قانون حظر علاجات التحويل 2018
سوف يحظر مشروع القانون على أي مستشار أو أخصائي رعاية أو مدرس أو طبيب أو طبيب نفساني أو غيرهم من المهنيين الطبيين والعاملين في مجال الصحة العقلية السعي إلى تغيير التوجه الجنسي لشخص ما وخاصة «لعلاج الشذوذ الجنسي». تتراوح العقوبة بين 1000 و 5000 يورو أو عقوبة السجن لمدة 6 أشهر. منذ مايو 2018، يعتبر مشروع القانون في المرحلة الثالثة في مجلس الشيوخ.

## الاعتذار للأشخاص المدانين بسبب النشاط الجنسي المثلي بالتراضي: اقتراح
تم تمرير هذا الاقتراح من قِبل البرلمان الأيرلندي في 19 يونيو 2018. تم نقل الاقتراح بواسطة رئيس الوزراء الأيرلندي ليو فرادكار. اعتذر الاقتراح لجميع الرجال المدانين بموجب القانون الذي كان يجرم النشاط الجنسي المثلي. تقر الدولة بأنه من الخطأ تجريم الرجال ومقاضاتهم. اعترف الاقتراح أيضًا بالتأثير المفاجئ الذي أحدثته هذه القوانين على مجتمع المثليين على نطاق أوسع في خلق وصمة عار اجتماعية.

## قانون التعليم (القبول في المدارس) 2018
يتعامل هذا القانون مع سياسة القبول في المدارس الابتدائية ومدارس ما بعد المرحلة الابتدائية والمؤسسات التعليمية من المستوى الثالث. يحظر على المؤسسات التعليمية رفض دخول التلميذ لعدد من الأسباب بما في ذلك التوجه الجنسي. يحظر على المدارس التي يديرها الكاثوليك إعطاء الأفضلية للكاثوليك الذين تم تعميدهم على الأطفال غير المعمودين. ومع ذلك، فإن المدارس الدينية التي تنتمي إلى أقلية دينية يمكن أن تستمر في رفض قبول التلاميذ إذا لم يكونوة من نفس ديانة المدرسة. أديان الأقليات هذه هي كنيسة أيرلندا (الأنجليكانية)، والإسلام، واليهودية، إلخ. في الوقت الحالي، 89% من المدارس الابتدائية التي تمولها الدولة يديرها الكاثوليك و 52% من المدارس التي تمولها الدولة بعد المرحلة الابتدائية هي مدارس دينية. وهذا يعني أنه على أساس الدين يمكن التمييز ضد العديد من الطلاب. وقد ثبت أن هذا مثير للجدل للطلاب وأولياء الأمور الذين ليس لديهم دين وللكنيسة الكاثوليكية. لقد بدأ هذا القانون ومنذ 1 سبتمبر 2019 لا يجوز للمدرسة الكاثوليكية رفض القبول على أساس المعمودية.

## قانون الأطفال والعلاقات الأسرية (تعديل) 2018
يعدل هذا القانون الجزأين 2 و 3 من قانون الأطفال والعلاقات الأسرية 2015، والتي لم تبدأ بعد. الجزءان 2 و 3 من القانون الرئيسي يتعامل مع تأجير الرحم. يقوم القانون المعدل هذا بإجراء تغييرات فنية بسيطة من شأنها أن تسمح لبعض الأسر التي وُلد أطفالها عن طريق تأجير الرحم بالحصول على اعتراف قانوني بأطفالهم في ظروف محدودة.

## قانون الرعاية الاجتماعية والمعاشات والتسجيل المدني 2018
يدخل هذا القانون حيز التنفيذ العديد من تغييرات الرعاية الاجتماعية التي تم الإعلان عنها في ميزانية 2018. بالإضافة إلى ذلك، في خطوة توقعها الوزير قبل الميزانية، تم إدراج بند في القانون يوضح حقوق التقاعد للشخص الناجي من الأزواج المثليين.
لا تمنح بعض أنظمة المعاشات التقاعدية سوى معاش الباقي على قيد الحياة لزوج الموظف الذي تزوج قبل تقاعده أو بلغ سن 60 عامًا معينًا. فقد الموظفون المثليون الذين تقاعدوا قبل تطبيق المساواة في الزواج في عام 2015 والذين لم يتمكنوا من الزواج من شركائهم في ذلك الوقت الاستحقاقات.
أي تغيير في القانون لصالح كبار السن من المثليين كان مدعوماً من جميع الأحزاب.
ينص الحكم المخفف في القانون على أنه إذا كان الموظف المتقاعد في علاقة ملتزمة مع شريك مثلي في وقت تقاعده أو بلوغه سن معينة ثم تزوج ذلك الشريك في غضون 3 سنوات من سن قانون الزواج 2015 فإنه يعتبر مؤهلا للحصول على معاش الناجي عن دفع الاشتراكات المناسبة. هذا الحكم ليس بأثر رجعي لأن العلاقة المرتكبة المشار إليها في القانون ليست، في حد ذاتها، معترف بها كزواج من قبل الدولة. (يحل القانون، في جملة أمور، القضية في قضية ديفيد باريس. يحتوي القانون على أحكام مماثلة للشركاء المدنيين).

## قانون التسجيل المدني 2019
يحتوي هذا القانون على عدد من الأحكام غير ذات الصلة. أحد الأحكام هو إجراء تغييرات فنية على القانون للسماح لبعض الزوجات المثليات بتسجيل بياناتهم في سجل المواليد، حيث يكون لديهم طفل مشترك. لا ينطبق هذا القانون إلا على الزوجات الإناث اللائي يلدن أطفال في عيادة للخصوبة أيرلندية باستخدام متبرع محدد. يتم استبعاد الأزواج الرجال من هذا القانون وكذلك الأزواج الذين يخضع شخص ما في العلاقة لتحول جنسي. لا يتم الاعتراف على الأزواج المثليين الذين يستخدمون متبرعًا من الخارج أو يستخدمون تأجير الأرحام.

## مشروع قانون الإجازة الوالدية والإعانات 2019
بسبب وجود ثغرة في القانون، لم يتمكن الأزواج المثليون من الحصول على إجازة بالتبني ومزايا على الرغم من السماح لهم بتقديم طلب لتبني الأطفال. إجازة التبني هي إجازة مدتها 24 أسبوعًا من العمل المدفوع من خلال الرعاية الاجتماعية من أجل السماح بوالد محتمل مع الطفل المتبنى حديثًا. تمت الموافقة على هذا القانون من قبل الحكومة، وينبغي تقديمه قريبًا إلى البرلمان الأيرلندي.